# Bernhard Oscarsson
Lars Oscar Bernhard Oscarsson, född 24 november 1894 i Lids socken, Södermanland, död 30 oktober 1977, var en svensk tecknare, grafiker och skulptör. 
Han var son till lantbrukaren Carl Oscar Carlsson och Augusta Kristina Larsson och från 1948 gift med Wilhelmina Essen. Oscarsson studerade vid Althins målarskola i Stockholm 1917-1918 och vid Konsthögskolan 1919-1921 där han även deltog i Axel Tallbergs etsningskurs. Han tilldelades kanslermedaljen 1920 och den kungliga medaljen 1921. Efter studierna företog han ett flertal studieresor till Frankrike, Italien och Spanien. Han medverkade i samlingsutställningar arrangerade av Uppsalagruppen, Fria gruppen Sveriges allmänna konstförening och på Liljevalchs konsthall. Hans konst består av porträtt, figurer, landskap och några enstaka stilleben samt grafiska blad och ett litet antal skulpturer. Oscarsson är representerad vid Eskilstuna konstmuseum och Kulturhistoriska museet i Sofia.